# Середичи
Середичи — село в Болховском районе Орловской области. Административный центр Хуторского сельского поселения. Население — 156 чел. (2010).

## География
Деревня расположена в центральной части Среднерусской возвышенности в лесостепной зоне, на севере Орловской области, возле административной границы с Ульяновским районом Калужском области и находится по обоим берегам ручья Чечера. Абсолютная высота — 191 метров над уровнем моря.
Уличная сеть
представлена девятьми объектами: Колхозный пер., ул. Запрудная, ул. Заречная, ул. Молодежная, ул. Полевая, ул. Полесская, ул. Раздольная, ул. Старосельская.
Климат
близок к умеренно-холодному, количество осадков является значительным, с осадками в засушливый месяц. Среднегодовая норма осадков — 627 мм. Среднегодовая температура воздуха в Болховском районе — 5,1 ° C.

## Население
| 2002 | 2010 |
| ---- | ---- |
| 200  | ↘156 |

Национальный состав
Согласно результатам переписи 2002 года, в национальной структуре населения русские составляли 97 % из общей численности населения в 200 жителей.

## Инфраструктура
Администрация сельского поселения Хуторское.
Почтамт (Молодежная ул, 12).

## Транспорт
В селе завершается автодорога регионального значения длиной 6,567 км «Гнездилово — Середичи» (идентификационный номер 54 ОП РЗ 54К-26) (Постановление Правительства Орловской области от 19.11.2015 N 501 (ред. от 20.12.2017) «Об утверждении Перечня автомобильных дорог общего пользования регионального и межмуниципального значения Орловской области»).